# Oldince
Oldince ili Olnica (mađ. Old ) su pogranično selo u južnoj Mađarskoj.
Zauzimaju površinu od 14,07 km četvornih.

## Zemljopisni položaj
Nalaze se na 45° 47' 17" sjeverne zemljopisne širine i 18° 21' 8" istočne zemljopisne dužine, 4,5 km sjeverno od Drave i 1,5 km sjeverno od granice s Republikom Hrvatskom. Najbliže naselje u RH su Torjanci, 2 km prema jug-jugoistoku.
Semartin je 2 km zapadno, Rastince su 1 km sjeverozapadno, Naćfa je 1,5 km sjeverno-sjeveroistočno, Tapoca je 2,5 km sjeveroistočno, Breme je 3,5 km istočno i sjeveroistočno, a Kašadje 2 km istočno-jugoistočno.

## Upravna organizacija
Upravno pripada Šikloškoj mikroregiji u Baranjskoj županiji. Poštanski broj je 7824. 

## Povijest
Povijesni izvori prvi put spominju ovo selo pod imenom Old 1284. i 1406.
Za vrijeme Turskog Carstva stanovnici nisu napustili selo, tako da su za poreznog popisa zabilježene 34 kuće u Olnici.
Nikola Šubić Zrinski je 1566. pobijedio Turke u boju na granici ovog sela.
U 17. st. su Oldince pripadale obitelji Zrinskih.
Stanovnici su bili protestantski Mađari.
Danas Oldince graniče s nacionalnim parkom Dunav-Drava.
Početkom 20. st. je Olnica pripadala Šikloškom okrugu Baranjske županije.
Prema metodologiji popisa iz 1910., od 503 stanovnika, 433 su bila Mađari, 59 Roma. 

## Stanovništvo
Oldince imaju 371 stanovnika (2001.). Mađari su većina. Roma ima nešto manje od petine, a u selu imaju manjinsku samoupravu. Rimokatolici čine preko 3/4, kalvinista je nešto više od petine te ostali.

## Vanjske poveznice
- (mađ.) Old Önkormányzatának honlapja  Arhivirana inačica izvorne stranice od 20. studenoga 2009. (Wayback Machine)
- (mađ.) Beremend környéki Református Társegyházközség honlapja
- (mađ.) Baksay Sándor Református Ifjúsági Szállás (Old) honlapja
- Oldince (Olnica) na fallingrain.com